# Нови Никополи
Нови Никополи (грч. Νέα Νικόπολη, Неа Никополи) је насељено место у општини Кожани у периферији Западна Македонија, Грчка. Према попису из 2021. године било је 105 становника.
Према бугарском географу и историчару, Василу Канчову, у Новом Никополију је 1900. године живело 320 Турака. Године 1923. турско становништво је принудно исељено у Турску а на њихово место су насељене грчке избегличке породице, којих је на попису из 1928. било 477. Село се раније звало Ћучук Матли.